# NGC 4106
NGC 4106 في الفهرس العام الجديد، هي مجرة، تقع في كوكبة الشجاع. اكتشفت في 7 مارس 1791 بواسطة ويليام هيرشل.

## روابط خارجية
- NGC 4106 على موقع ويكي سكاي: DSS2, SDSS, GALEX, IRAS, Hydrogen α, X-Ray, Astrophoto, Sky Map, Articles and images